# Cochranella revocata
Cochranella revocata är en groddjursart som först beskrevs av Juan A. Rivero 1985.  Cochranella revocata ingår i släktet Cochranella och familjen glasgrodor. IUCN kategoriserar arten globalt som sårbar. Inga underarter finns listade i Catalogue of Life.